# Veszelyit
Veszelyit ist ein selten vorkommendes Mineral aus der Mineralklasse der „Phosphate, Arsenate und Vanadate“. Es kristallisiert im monoklinen Kristallsystem mit der chemischen Zusammensetzung (Cu,Zn)2[6]Zn[4][(OH)3|PO4]·2H2O und ist damit chemisch gesehen ein wasserhaltiges Kupfer-Zink-Phosphat mit zusätzlichen Hydroxidionen. Da das Kupfer in der Verbindung teilweise durch Zink ersetzt (substituiert) sein kann, wird dies mit einer runden Klammer um die beiden Elemente verdeutlicht.
Veszelyit entwickelt dicktafelige bis kurzprismatische, pseudo-oktaedrische Kristalle, kommt aber auch in Form körniger Mineral-Aggregate und rindenartiger Krusten vor. Die durchscheinenden Kristalle sind von grünlichblauer bis dunkelblauer Farbe und weisen auf den Oberflächen einen glasähnlichen Glanz auf.
Mit einer Mohshärte von 3,5 bis 4 gehört Veszelyit zu den mittelharten Mineralen, die sich ähnlich wie die Referenzminerale Calcit (Mohshärte 3) und Fluorit (Mohshärte 4) leicht mit einem Taschenmesser ritzen lassen.

## Etymologie und Geschichte

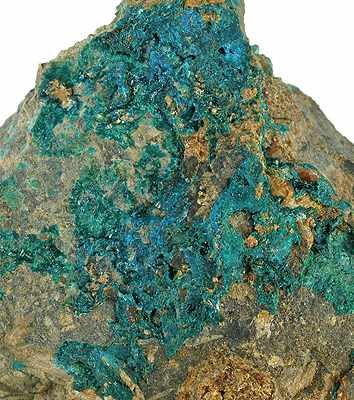
Blaugrüner Veszelyit aus der Typlokalität Ocna de Fier, Rumänien (Gesamtgröße 11,2 cm × 8,3 cm × 4,0 cm)

Erstmals entdeckt wurde Veszelyit in der Umgebung von Ocna de Fier nahe Morawitz (Morawicza) in der historischen Region Banat im heutigen Staat Rumänien und beschrieben 1874 durch Albrecht Schrauf (1837–1897), der das Mineral nach seinem Entdecker, dem ungarischen Bergbauingenieur A. Veszeli (1820–1888) benannte.

## Klassifikation
Bereits in der veralteten 8. Auflage der Mineralsystematik nach Strunz gehörte der Veszelyit zur Mineralklasse der „Phosphate, Arsenate und Vanadate“ und dort zur Abteilung „Wasserhaltige Phosphate, Arsenate und Vanadate mit fremden Anionen“, wo er zusammen mit Delvauxit als Namensgeber die „Delvauxit-Veszelyit-Gruppe (mit 3 OH pro RO4)“ mit der System-Nr. VII/D.10 und den weiteren Mitgliedern Bolivarit, Liskeardit und Rusakovit sowie dem inzwischen diskreditierten Haemafibrit (auch Hämafibrit) bildete.
Die von der International Mineralogical Association (IMA) zuletzt 2009 aktualisierte 9. Auflage der Strunz’schen Mineralsystematik ordnet den Veszelyit ebenfalls in die Abteilung der „Phosphate usw. mit zusätzlichen Anionen; mit H2O“ ein. Diese ist allerdings weiter unterteilt nach der relativen Größe der beteiligten Kationen, sodass das Mineral entsprechend seiner Zusammensetzung in der Unterabteilung „Mit kleinen (und gelegentlich größeren) Kationen“ zu finden ist, wo es als einziges Mitglied die unbenannte Gruppe 8.DA.30 bildet.
Auch die vorwiegend im englischen Sprachraum gebräuchliche Systematik der Minerale nach Dana ordnet den Veszelyit in die Klasse der „Phosphate, Arsenate und Vanadate“ und dort in die Abteilung der „Wasserhaltigen Phosphate etc., mit Hydroxyl oder Halogen“ ein. Hier ist er als einziges Mitglied in der unbenannten Gruppe 42.02.03 innerhalb der Unterabteilung „Wasserhaltige Phosphate etc., mit Hydroxyl oder Halogen mit (AB)3(XO4)Zq × x(H2O)“ zu finden.

## Kristallstruktur
Veszelyit kristallisiert monoklin in der Raumgruppe P21/a (Raumgruppen-Nr. 14, Stellung 3) mit den Gitterparametern a = 9,83 Å; b = 10,22 Å; c = 7,53 Å und β = 103,2° sowie 4 Formeleinheiten pro Elementarzelle.

## Bildung und Fundorte

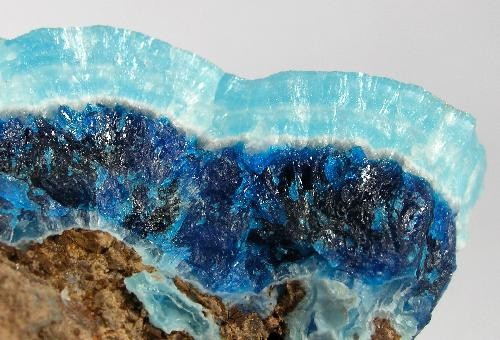
Dunkelblaue Veszelyitkruste, überzogen von hellblauem Hemimorphit aus dem Laochang-Erzfeld, Gejiu, Autonomer Bezirk Honghe, Yunnan, China (Gesamtgröße 5,5 cm × 3,6 cm × 1,8 cm)

Veszelyit bildet sich als seltenes Sekundärmineral in der Oxidationszone von Kupfer-Zink-Lagerstätten. Als Begleitminerale können unter anderem Aurichalcit, Brochantit, Hemimorphit, Kipushit, Libethenit, Malachit, Pseudomalachit, Pyromorphit, Quarz und Vauquelinit auftreten.
Als seltene Mineralbildung konnte Veszelyit nur an wenigen Fundorten nachgewiesen werden, wobei bisher (Stand 2014) rund 20 Fundorte als bekannt gelten. Seine Typlokalität Ocna de Fier ist dabei der bisher einzige bekannte Fundort in Rumänien.
Bekannt aufgrund außergewöhnlicher Veszelyitfunde ist unter anderem die Black-Pine-Mine bei Philipsburg im US-Bundesstaat Montana, wo Kristalle von bis zu fünf Zentimeter Länge zutage traten.
Weitere bisher bekannte Fundorte sind unter anderem die Mi-Fiel-Rosita-Mine nahe Vallenar in der chilenischen Región de Atacama, das Laochang-Erzfeld bei Gejiu in der chinesischen Provinz Yunnan, die Kipushi-Mine in der Demokratischen Republik Kongo, die antiken Schlackenhalden bei Lavrio in der griechischen Region Attika, Villaputzu auf der zu Italien gehörenden Insel Sardinien, mehrere Orte auf der japanischen Insel Honshū, die Esperanza-Mine bei Zacapoaxtla im mexikanischen Bundesstaat Puebla, die Kabwe Mine (Broken Hill Mine) in Sambia, die Sanyati-Mine in Simbabwe, Wanlockhead in Schottland (Vereinigtes Königreich) sowie Ahmeek (Keweenaw County) in Michigan, Black Pine Ridge (Granite County) in Montana und die Bristol-Silbermine nahe Bristol und Jackrabbit (Lincoln County) in Nevada in den Vereinigten Staaten von Amerika.